# Нджокуани, Чиди
Чи́ди Го́дсон Нджокуа́ни (англ. Chidi Godson Njokuani; род. 31 декабря 1988, Даллас) — американский боец смешанного стиля и кикбоксер, представитель средней и полусредней весовых категорий. Выступает на профессиональном уровне начиная с 2007 года, известен по участию в турнирах бойцовских организаций Bellator, KOTC, Legacy FC, Tachi Palace Fights и др.

## Биография
Чиди Нджокуани родился 31 декабря 1988 года в Далласе, штат Техас, штат Нью-Йорк. Имеет нигерийские корни, имя Чиди на языке игбо означает «Бог есть».
В возрасте десяти лет по примеру старшего брата Энтони начал серьёзно заниматься тайским боксом, а с одиннадцати лет уже активно выступал на соревнованиях. Подростком получил травму во время катания на скейте и вынужден был на некоторое время завязать с единоборствами, но затем вернулся и возобновил тренировки.

### Начало профессиональной карьеры
Проведя около пятнадцати боёв на любительском уровне, начиная с 2007 года Нджокуани стал выступать среди профессионалов. В кикбоксинге ему довелось встретиться с такими известными бойцами как Рэймонд Дэниелс, Лайман Гуд, Джо Шиллинг и Саймон Маркус, хотя ни у кого из них он выиграть не смог и в конечном счёте решил сконцентрироваться на смешанных единоборствах.
Как боец ММА отметился выступлениями в таких известных промоушенах как King of the Cage, Legacy Fighting Championship, Tachi Palace Fights — в последнем случае завоевал титул чемпиона в полусредней весовой категории. Неодеркратно дрался на турнирах промоушена Resurrection Fighting Alliance.

### Bellator MMA
Имея в послужном списке 13 побед и только четыре поражения, Нджокуани привлёк к себе внимание крупной американской организации Bellator MMA и в июне 2015 года подписал с ней долгосрочный контракт. Дебютировал здесь уже в ноябре, выиграв единогласным решением судей у Рики Рэйни.
В 2016 году победил нокаутом у Тиагу Жамбу и непобеждённого проспекта Андре Филью, причём во втором случае ему потребовалась всего 21 секунда.
В 2017 году по очкам победил вернувшегося в ММА ветерана Мелвина Гилларда, техническим нокаутом проиграл бывшему чемпиону организации Андрею Корешкову. Затем поднялся в средний вес и единогласным решением одолел японца Хисаки Като.

## Статистика в профессиональном ММА
| Боёв 37         | Побед 25 | Поражений 11 |
| --------------- | -------- | ------------ |
| Нокаутом        | 15       | 5            |
| Сдачей          | 1        | 4            |
| Решением        | 9        | 2            |
| Не состоявшихся | 1        | 1            |

| Результат    | Рекорд    | Соперник                  | Способ                 | Турнир                                          | Дата             | Раунд | Время | Место                                    | Примечание                                                 |
| ------------ | --------- | ------------------------- | ---------------------- | ----------------------------------------------- | ---------------- | ----- | ----- | ---------------------------------------- | ---------------------------------------------------------- |
| Поражение    | 25-11 (1) | Джейк Мэтьюз              | Сдача (удушение сзади) | UFC Fight Night: Льюис vs. Тейшейра             | 12 июля 2025     | 1     | 1:09  | Нэшвилл, Теннесси, США                   |                                                            |
| Победа       | 25-10 (1) | Элизеу Залески дус Сантус | TKO (удары)            | UFC Fight Night: Веттори vs. Долидзе 2          | 16 марта 2025    | 2     | 2:19  | Лас-Вегас, Невада, США                   | Промежуточный вес (172,25); Чиди не сделал вес             |
| Победа       | 24–10 (1) | Джаред Годен              | Единогласное решение   | UFC Fight Night: Royval vs. Taira               | 12 октября 2024  | 3     | 5:00  | Las Vegas, Nevada, United States         | Бой в промежуточном весе, Годен не сделал вес              |
| Победа       | 23–10 (1) | Риз Макки                 | Раздельное решение     | UFC on ESPN: Blanchfield vs. Fiorot             | 30 марта 2024    | 3     | 5:00  | Atlantic City, New Jersey, United States | Вернулся в полусредний вес                                 |
| Поражение    | 22–10 (1) | Михал Олексейчук          | TKO (удары)            | UFC Fight Night: Holloway vs. The Korean Zombie | 26 августа 2023  | 1     | 4:16  | Kallang, Singapore                       |                                                            |
| Поражение    | 22–9 (1)  | Альберт Дураев            | Раздельное решение     | UFC on ESPN: Vera vs. Sandhagen                 | 25 марта 2023    | 3     | 5:00  | San Antonio, Texas, United States        |                                                            |
| Поражение    | 22–8 (1)  | Грегори Родригес          | TKO (удары)            | UFC Fight Night: Sandhagen vs. Song             | 17 сентября 2022 | 2     | 1:27  | Las Vegas, Nevada, United States         | «Лучший бой вечера» (1)                                    |
| Победа       | 22–7 (1)  | Душко Тодорович           | KO (локти)             | UFC Fight Night: Holm vs. Vieira                | 21 мая 2022      | 1     | 4:48  | Las Vegas, Nevada, United States         | «Выступление вечера» (2)                                   |
| Победа       | 21–7 (1)  | Марк-Андре Баррио         | KO (удары)             | UFC Fight Night: Hermansson vs. Strickland      | 5 февраля 2022   | 1     | 0:16  | Las Vegas, Nevada, United States         | «Выступление вечера» (1)                                   |
| Победа       | 20–7 (1)  | Марио Соуза               | TKO (локти)            | Dana White's Contender Series 38                | 7 сентября 2021  | 3     | 1:35  | Las Vegas, Nevada, United States         |                                                            |
| Победа       | 19–7 (1)  | Кристиан Торрес           | TKO (удары)            | LFA 91                                          | 11 сентября 2020 | 2     | 4:10  | Sioux Falls, South Dakota, United States |                                                            |
| Поражение    | 18-7 (1)  | Рафаэл Карвалью           | Единогласное решение   | Bellator 224                                    | 12 июля 2019     | 3     | 5:00  | Такервилл, США                           | Бой в промежуточном весе 86,2 кг.                          |
| Поражение    | 18-6 (1)  | Джон Солтер               | Сдача (удушение сзади) | Bellator 210                                    | 30 ноября 2018   | 1     | 4:32  | Такервилл, США                           |                                                            |
| Победа       | 18-5 (1)  | Хисаки Като               | Единогласное решение   | Bellator 189                                    | 1 декабря 2017   | 3     | 5:00  | Такервилл, США                           | Дебют в среднем весе.                                      |
| Поражение    | 17-5 (1)  | Андрей Корешков           | TKO (удары)            | Bellator 182                                    | 25 августа 2017  | 1     | 4:08  | Верона, США                              | Бой в промежуточном весе 79,4 кг; Нджокуани не сделал вес. |
| Победа       | 17-4 (1)  | Мелвин Гиллард            | Единогласное решение   | Bellator 171                                    | 27 января 2017   | 3     | 5:00  | Малвейн, США                             | Бой в промежуточном весе 81,2 кг.                          |
| Победа       | 16-4 (1)  | Андре Фиалью              | KO (удары руками)      | Bellator 167                                    | 3 декабря 2016   | 1     | 0:21  | Такервилл, США                           | Бой в промежуточном весе 79,4 кг; Нджокуани не сделал вес. |
| Победа       | 15-4 (1)  | Тиагу Жамбу               | KO (удары)             | Bellator 156                                    | 17 июня 2016     | 3     | 2:39  | Фресно, США                              |                                                            |
| Победа       | 14-4 (1)  | Рики Рэйни                | Единогласное решение   | Bellator 146                                    | 20 ноября 2015   | 3     | 5:00  | Такервилл, США                           |                                                            |
| Победа       | 13-4 (1)  | Макс Гриффин              | Раздельное решение     | Tachi Palace Fights 23                          | 7 мая 2015       | 5     | 5:00  | Лемор, США                               | Выиграл титул чемпиона TPF в полусреднем весе.             |
| Победа       | 12-4 (1)  | Гилберт Смит              | Единогласное решение   | RFA 22: Smith vs. Njokuani                      | 9 января 2015    | 5     | 5:00  | Колорадо-Спрингс, США                    | Нетитульный бой; Нджокуани не сделал вес.                  |
| Победа       | 11-4 (1)  | Стив Ханна                | Единогласное решение   | RFA 18: Manzanares vs. Pantoja                  | 12 сентября 2014 | 3     | 5:00  | Альбукерке, США                          |                                                            |
| Не состоялся | 10-4 (1)  | Крис Хизерли              | Удар в позвоночник     | RFA 13: Cochrane vs. Escudero                   | 7 марта 2014     | 1     | 3:31  | Линкольн, США                            |                                                            |
| Победа       | 10-4      | Левон Мейнард             | TKO (удары руками)     | ShinZo Fight Sport 1                            | 16 августа 2013  | 1     | 4:40  | Гватемала, Гватемала                     |                                                            |
| Поражение    | 9-4       | Джереми Кимбалл           | Сдача (удушение сзади) | RFA 7: Thatch vs. Rhodes                        | 22 марта 2013    | 2     | 1:51  | Брумфилд, США                            | Бой в промежуточном весе 81,6 кг.                          |
| Победа       | 9-3       | Фил Дейс                  | TKO (удары руками)     | RFA 4: Griffin vs. Escudero                     | 2 ноября 2012    | 3     | 0:41  | Лас-Вегас, США                           |                                                            |
| Победа       | 8-3       | Бобби Купер               | Единогласное решение   | RFA 3: Stevenson vs. Cochrane                   | 30 июня 2012     | 3     | 5:00  | Карни, США                               |                                                            |
| Победа       | 7-3       | Джон Риди                 | TKO (удар ногой)       | TPF 13: Unfinished Business                     | 10 мая 2012      | 1     | 0:55  | Лемор, США                               |                                                            |
| Победа       | 6-3       | Джонатан Харрис           | TKO (удары)            | Legacy Fighting Championship 10                 | 24 февраля 2012  | 1     | 1:54  | Хьюстон, США                             |                                                            |
| Поражение    | 5-3       | Брэндон Тэтч              | TKO (удары руками)     | ROF 41: Bragging Rights                         | 20 августа 2011  | 1     | 0:53  | Брумфилд, США                            | Бой в промежуточном весе 78,5 кг; Нджокуани не сделал вес. |
| Победа       | 5-2       | Алан Джубан               | TKO (ногой в корпус)   | TPF 9: The Contenders                           | 6 мая 2011       | 3     | 1:27  | Лемор, США                               |                                                            |
| Победа       | 4-2       | Джек Монтгомери           | Сдача (гильотина)      | KOTC: Infusion                                  | 13 ноября 2010   | 1     | 1:35  | Лас-Вегас, США                           |                                                            |
| Победа       | 3-2       | Крис Кеннеди              | KO (удары руками)      | MMA Xplosion: Vianna vs. Lacy                   | 31 июля 2010     | 1     | 0:52  | Лас-Вегас, США                           |                                                            |
| Поражение    | 2-2       | Хорхе Лопес               | TKO (удары руками)     | MMA Xplosion: Next Generation Fighter           | 22 мая 2010      | 1     | 4:15  | Лас-Вегас, США                           |                                                            |
| Поражение    | 2-1       | Уоррен Томпсон            | Сдача (американа)      | Bangkok Fight Night 3                           | 25 сентября 2009 | 1     | 1:05  | Атланта, США                             |                                                            |
| Победа       | 2-0       | Эндрю Монкрифе            | TKO (удары руками)     | Supreme Warrior Championship 1: Inception       | 19 сентября 2008 | 1     | 0:22  | Фриско, США                              |                                                            |
| Победа       | 1-0       | Джордж Кортес             | TKO (удары руками)     | Fight Time Productions: Global Showdown         | 3 ноября 2007    | 1     | 1:30  | Такервилл, США                           |                                                            |